# Dinero peligroso
Dinero peligroso o Herencia mortal (en inglés, Hot Money) es una novela de suspenso cuyo autor es Dick Francis. Dinero peligroso fue publicada por primera vez en Estados Unidos en el año de 1997 por la editorial Anchor Books con el ISBN 9788440636379. Está ambientada en Newmarket y relatada en primera persona.

## Trama
Ian Pembroke es el hijo de Malcolm Pembroke, un multimillonario, divorciado cuatro veces. Un día, Malcolm llama telefónicamente a Ian, y misteriosamente le pide que se reúnan en una plaza.

Ya en la plaza, Malcolm le comenta a Ian que su quinta esposa, Moira de Pembroke, fue asesinada, y que el asesino quiere matarlo también a él. Entonces, Ian se ofrece para protegerlo, y lo esconde en un hotel.

Sin embargo, tarde o temprano encuentran a Malcolm, y tiene que cambiar de hotel. Varias pistas los hacen pensar que el asesino desea matar a Malcolm para quedarse con su herencia, así que contratan a un detective para que investigue a sus cuatro exesposas y sus respectivos hijos.

Ésta investigación deja al descubierto que alguien de su familia había pedido los servicios de otro detective para investigar el lugar donde Malcolm se hospedaba dos días antes del primer ataque.
Por tanto, siguen investigando a su familia, pero una serie de pruebas más contundentes que todas las anteriores que revelan que el asesino no quiere matar a Malcolm por dinero, así que comienzan a investigar a otras personas.

Sin embargo, Ian sigue pensando en que el asesino es de la familia, y descubre un día que el asesino es su hermana, Serena Pembroke.

Crea una trampa para que Selena caiga en ella, pero la trampa sale mal y Serena muere a causa de una bomba que ella misma traía. Por último, entierran a Selena en un panteón, Malcolm Pembroke compra una casa, y cuando él se muere, en su testamento le deja a Ian un pedazo de alambre.